# 亚历山德罗-赫里霍里夫卡
48°46′17″N 33°49′12″E / 48.77139°N 33.82000°E
亚历山德罗-赫里霍里夫卡（羅馬化：Oleksandro-Hryhorivka）是烏克蘭第聶伯羅彼得羅夫斯克州卡姆揚斯凱區利希夫卡市鎮的村莊。該村分別距離比連希納1公里和普洛斯科-塔拉尼夫卡1.5公里，海拔高度109米，2001年人口16。